# لويس هرنانديز (1968)
لويس هرنانديز (بالإسبانية: Luis Hernández) (مواليد 22 ديسمبر 1968) هو لاعب كرة قدم. يلعب مع منتخب المكسيك لكرة القدم. سبق له أن لعب في كأس العالم لكرة القدم مع منتخب بلاده.

## مسيرته الكروية
لعب لويس هرنانديز خلال مسيرته الاحترافية مع 11 ناديًا في تسعة عشر موسمًا وسجل خلالها 130 هدف ضمن 369 مباراة. حيث فاز في موسمين بالكأس وفي ثلاثة مواسم بالدوري.
خاض لويس هرنانديز مسيرته مع نادي كروز آزول في موسم 1990–91 لمدة موسم واحد، مشاركًا في 18 مباراة سجل خلالها هدفًا واحدًا. ثم انتقل إلى نادي كيريتارو في موسم 1991–92 لمدة موسم واحد، حيث شارك في 28 مباراة سجل خلالها 11 هدفًا. لينتقل بعدها إلى نادي مونتيري في موسم 1992–93 ولمدة موسمين، مشاركًا في 56 مباراة سجل خلالها 14 هدفًا. ثم انتقل إلى نادي نيكاكسا في موسم 1994–95 ليلعب معه أربعة مواسم، مشاركًا في 104 مباراة سجل خلالها 33 هدفًا. هذا وانتقل لاحقًا إلى نادي تايجرز أونال في موسم 1998–99 ولمدة موسمين، مشاركًا في 64 مباراة سجل خلالها 39 هدفًا. ثم انتقل بعدها إلى نادي لوس أنجلوس غلاكسي ما بين عامي 2000 و2001 في المرة الأولى لمدة موسم واحد ثم ما بين عامي 2001 و2002 لمدة موسم واحد، مشاركًا طوالها في 30 مباراة سجل خلالها 13 هدفًا. ليعود وينتقل من جديد، لكن هذه المرة إلى نادي أمريكا في موسم 2000–01 في المرة الأولى لمدة موسم واحد ثم في موسم 2001–02 ولمدة موسمين، مشاركًا طوالها في 37 مباراة سجل خلالها 8 أهداف. لينتقل بعدها إلى نادي تيبورونيس روخوس دي فيراكروز في موسم 2002–03 لمدة موسم واحد، مشاركًا في 14 مباراة سجل خلالها 4 أهداف. ثم لعب في نادي تشياباس في موسم 2003–04 لمدة موسم واحد، مشاركًا في 5 مباريات سجل خلالها هدفًا واحدًا. ليعود ويرتحل عنه إلى لوبوس لجامعة بينيمريتا ‏ في موسم 2004–05 لمدة موسم واحد، مشاركًا في 9 مباريات سجل خلالها 4 أهداف.

## روابط خارجية
- لويس هرنانديز على موقع الدوري الأمريكي (الإنجليزية)
- لويس هرنانديز على موقع قاعدة بيانات كرة القدم.إي يو (الإنجليزية)
- لويس هرنانديز على موقع ناشيونال فوتبول تيمز (الإنجليزية)
- لويس هرنانديز على موقع Soccerway.com (الإنجليزية)